# Niederhone
Niederhone ist ein Stadtteil von Eschwege im nordhessischen Werra-Meißner-Kreis.

## Geographie
Das Haufendorf Niederhone liegt im Eschweger Becken auf erhöhtem Gelände am Zufluss der Wehre in die Werra, ca. 4 km nordnordwestlich der Stadtverwaltung von Eschwege. Es schließt sich (getrennt durch ein Gewerbegebiet) direkt der Kernstadt von Eschwege an. Das Gebiet des Stadtteils besteht aus der Gemarkung Niederhone im Norden des Stadtgebiets (in nördlicher Richtung folgt nur nach der Stadtteil Albungen) mit einer Fläche von 835 Hektar. In der Gemarkung liegen die folgenden aktuellen bzw. historischen Siedlungsplätze:
- Am Wasserturm (Wasserturm-Bahn-Wasserwerk)[4]
- Bahnhof Eschwege-West[5]
- Wüstung Cella[6]
- Gasthaus „Chausseehaus mit Ausspann-Stelle“[7]
- Gutsbezirk Niederhone (Forstbezirk)[8]
- Siedlung Strahlshausen[9]
- Wüstung Stralshausen[10]
- Ziegelei[11]

Die Ortslage befindet sich auf 158 bis 227 m ü. NHN und der höchste Punkt der Gemarkung liegt bei etwa 263 Meter im äußersten Nordwesten der Gemarkung. An den Stadtteil Niederhone grenzen, von Norden beginnend, im Uhrzeigersinn, die Ortsteile Eschwege-Albungen und Meinhardt-Jestädt, im Osten und Süden die Kernstadt Eschwege, die sich bis in den Westen fortsetzt und im Nordwesten der Ortsteil Meißner-Weidenhausen. Durch den Ort führt die Landesstraße 3403. Im Norden führt die Bundesstraße 249, im Westen die Bundesstraße 27 am Ort vorbei.

## Geschichte

### Ortsgeschichte
Die älteste bekannte Erwähnung unter dem Ortsnamen Honide erfolgte in einer Urkunde aus dem Jahr 876 über ein Treffen in Ingelheim bei dem König Ludwig der Deutsche einen Streit zwischen den Erzbischof von Mainz und Sigihart, Abt von Fulda, beilegte. Vor 1250 kann aus Urkunden noch nicht entschieden werden ob es sich um Ober- und Niederhone handelt. Aufgrund von archäologischer und siedlungsgeschichtlichre Befunde ist aber Niederhone der ältere Ort. Niederrode war als Sitz eines Erzpriesters der kirchliche Mittelpunkt des Eschweger Beckens. Diese Funktion verlor Niederhone spätestens im 10. Jahrhundert an das nahe Eschwege.
Die Grafen von Bilstein hatten sowohl Eigengut als auch fuldische Lehen in Niederhone. Der größte Teil ihres Besitzes ging Anfang des 14. Jahrhunderts an die Landgrafen von Hessen über. Die Landgrafen übertrugen diese an das Kloster Germerode oder belehnten damit Burgmannnen. Seit dem 15. Jahrhundert hatte der Landgraf das Gerichtsgebot und -verbot sowie die Dienstpflicht inne.
Bezüglich der Grundherrschaft und Grundbesitz sind die folgenden Ereignisse belegt:
- Im 9. Jahrhundert wurde Besitz des Klosters Fulda durch Schenkungen nachgewiesen.
- 1075 erhält Abt Hartwig von Hersfeld von Irmingard, der Witwe des Freien Sigibodo, deren Wittumsgut in Niederhoneg gegen eine Abfindung von 15 Pfund Silber und lebenslängliche Überlassung von 12 Hörigen.
- 1093 bestätigt der Mainzer Erzbischof dem Kloster Bursfeld u. a. den Besitz von drei Mansen und einer Mühle in Niederhone.
- 1153 urkundet Abt Heinrich von Hersfeld über ein Gut zu Hone, das zwischen Hersfeld und dem Kloster Northeim strittig ist.
- Um 1160 verkauft Abt Willibold von Hersfeld in Hone gelegene Güter des Klosters Petersberg und erwirbt im Gegenzug für das Kloster günstiger gelegene Güter in Rückerode.
- 1141 erhält das Blasiusstift in Northeim von Graf Siegfried IV. von Northeim-Boyneburg u. a. 11 1⁄2 Hufen, eine Mühle und den Salhof mit weiteren Hufen in Niederhone.
- 1195: erhält das Kloster Germerode seinen Besitz zu Hone bestätigt. In der Folge kommt weitere Besitzungen hinzu. Mit der Reformation fielen die Besitzungen an die Landgrafschaft Hessen.

Um 1600 ist ein erster Schulmeister bekannt. Im Jahr 1787 ist in Niederhone ein Schulhaus vorhanden und im Jahr 1910 gibt es eine Volksschule mit drei Klassen. 1928 erfolgt die Eingemeindung des aufgelösten Gutsbezirks Niederhone.
Am 31. Oktober 1875 waren die Eisenbahnstrecken Bahnhof Niederhone–Eschwege und Niederhone–Bebra fertig gestellt. Ein Jahr später wurde die Strecke nach Friedland und 1879 die Stecke nach Malsfeld verlängert. Daraufhin entwickelte sich der Bahnhof Niederhone zu einem wichtigen Verkehrsknotenpunkt. 1936 erhielt der Bahnhof seinen heutigen Namen Eschwege West. Seit der Einweihung des neuen Stadtbahnhofes im Jahr 2009 in Eschwege-Niederhone gibt es einen Bahnhof direkt im Ort. Im Zuge dessen wurde der Bahnhof Eschwege West für den Personenverkehr stillgelegt. Seit dem Jahr 1906 versorgte das Elektrizitätswerk der Mühle Rohmund den Ort mit Strom. Als für die Errichtung des Fliegerhorsts Eschwege Gelände in der Gemarkung Niederhone benötigt wurde, gemeindete man den Ort zum 1. April 1936 nach Eschwege ein, nachdem schon seit dem 13. Juni 1935 das Amt des Bürgermeisters vom Eschweger Amtsträger übernommen worden war.
In den Jahren 1936/37 entstand an der Straße nach Albungen die Siedlung Strahlshausen mit vier Bauernhöfen, welche den Namen einer Wüstung des Mittelalters in unmittelbarer Nähe weiter trägt. Nach dem Ende des ZeitenWeltkriegs gab es Bestrebungen Niederhone wieder auszugemeinden, aber es blieb bei der Zugehörigkeit zur Stadt Eschwege. Später wurde für Niederhone ein Ortsbezirk eingerichtet.

### Gerichte
Die Gerichtsbarkeit über Niederhone wurde im Mittelalter durch das Gericht Bilstein auf der Burg Bilstein bei Eschwege ausgeübt. Sie kamen 1301 durch Kauf zur Landgrafschaft Hessen und wurden als landesherrliches Gericht weiter geführt (Amt Eschwege, Gericht Bilstein.) Von 1627 bis 1632 gehörte es zur landgräflichen Nebenlinie von Hessen-Rotenburg.
Die weitere Zuständigkeit entwickelte sich wie folgt:
- 1801–1813: Friedensgericht Aue im Königreich Westphalen[Anm. 1]
- 1814–1821: Amt Eschwege Gericht Bilstein
- 1822: Fürstlich Rotenburgisches Justizamt Bilstein (Sitz in Abterode) erste Instanz, zweite Instanz Justizkanzlei Rotenburg
- 1834: Justizamt Abterode (Abtrennung der Justiz) erste Instanz, zweite Instanz Obergericht für die Provinz Niederhessen
- 1837: Justizamt Eschwege erste Instanz, zweite Instanz Obergericht für die Provinz Niederhessen
- 1867: Amtsgericht Eschwege (nach der Annexion durch Preußen), zweite Instanz Kreisgericht Kassel
- 1879: Amtsgericht Eschwege erste Instanz (durch das Reichsjustizgesetze), zweite Instanz Landgericht Kassel

### Verwaltungsgeschichte im Überblick
Die folgende Liste zeigt die Staaten und Verwaltungseinheiten, denen Niederhone angehört(e):
- 1141: Gau Germarmark (in pago, qui dicitur Hunether marca)
- 1414: Heiliges Römisches Reich, Landgrafschaft Hessen, Amt/Gericht Bilstein
- ab 1585: Heiliges Römisches Reich, Landgrafschaft Hessen-Kassel, Amt Eschwege, Gerichtsstuhl Abterode
  - 1627–1834: Landgrafschaft Hessen-Rotenburg (sogenannte Rotenburger Quart), teilsouveränes Fürstentum unter reichsrechtlicher Oberhoheit der Landgrafschaft Hessen-Kassel bzw. des Kurfürstentums Hessen
- 1787: Heiliges Römisches Reich, Landgrafschaft Hessen-Kassel, Amt Eschwege, Gericht Bilstein
- 1803–1806: Heiliges Römisches Reich, Kurfürstentum Hessen, Amt Eschwege, Gericht Bilstein
- 1807–1813: Königreich Westphalen, Departement der Werra, Distrikt Eschwege, Kanton Aue
- 1814–1821: Kurfürstentum Hessen, Amt Eschwege, Gericht Bilstein
- ab 1821/22: Kurfürstentum Hessen, Provinz Niederhessen, Kreis Eschwege[14][Anm. 3]
- ab 1848: Kurfürstentum Hessen, Bezirk Eschwege
- ab 1851: Kurfürstentum Hessen, Provinz Niederhessen, Kreis Eschwege
- ab 1867: Königreich Preußen,[Anm. 4] Provinz Hessen-Nassau, Regierungsbezirk Kassel, Landkreis Eschwege
- ab 1871: Deutsches Reich, Königreich Preußen, Provinz Hessen-Nassau, Regierungsbezirk Kassel, Kreis Eschwege
- ab 1918: Deutsches Reich, Freistaat Preußen,[Anm. 5] Provinz Hessen-Nassau, Regierungsbezirk Kassel, Kreis Eschwege
- ab 1936: Deutsches Reich, Freistaat Preußen, Provinz Hessen-Nassau, Regierungsbezirk Kassel, Kreis Eschwege, Stadt Eschwege
- ab 1944: Deutsches Reich, Freistaat Preußen, Provinz Kurhessen, Landkreis Eschwege, Stadt Eschwege
- ab 1945: Deutsches Reich, Amerikanische Besatzungszone,[Anm. 6] Groß-Hessen, Regierungsbezirk Kassel, Landkreis Eschwege, Stadt Eschwege
- ab 1946: Deutsches Reich, Amerikanische Besatzungszone, Land Hessen, Regierungsbezirk Kassel, Landkreis Eschwege, Stadt Eschwege
- ab 1949: Bundesrepublik Deutschland, Land Hessen, Regierungsbezirk Kassel, Landkreis Eschwege, Stadt Eschwege
- ab 1972: Bundesrepublik Deutschland, Land Hessen, Regierungsbezirk Kassel, Landkreis Eschwege, Stadt Eschwege
- ab 1974: Bundesrepublik Deutschland, Land Hessen, Regierungsbezirk Kassel, Werra-Meißner-Kreis, Stadt Eschwege

## Bevölkerung

### Einwohnerstruktur 2011
Nach den Erhebungen des Zensus 2011 lebten am Stichtag dem 9. Mai 2011 in Niederhone 1443 Einwohner. Darunter waren 39 (2,7 %) Ausländer. Nach dem Lebensalter waren 219 Einwohner unter 18 Jahren, 558 waren zwischen 18 und 49, 285 zwischen 50 und 64 und 361 Einwohner waren älter. Die Einwohner lebten in 339 Haushalten. Davon waren 210 Singlehaushalte, 219 Paare ohne Kinder und 174 Paare mit Kindern, sowie 57 Alleinerziehende und 12 Wohngemeinschaften. In 183 Haushalten lebten ausschließlich Senioren und in 390 Haushaltungen lebten keine Senioren.

### Einwohnerentwicklung
| Quelle: Historisches Ortslexikon | |
| • 1585:                          | 96 Haushaltungen |
| • 1747:                          | 101 Haushaltungen |
| • 1787:                          | Gewerbetreibende: ein Müller, 2 Schmiede, ein Wagner, ein Zimmermann, 18 Maurer, 17 Weisbinder, 17 Leinweber und Tagelöhner, 3 Schneider, ein Schreiner, ein Schuhmacher, 3 Wirte, ein Fuhrmann, 16 Tagelöhner, 12 Weibspersonen |
| • 1885:                          | 1041 Einwohner, davon sind 1008 evangelisch (= 96,83 %), 22 katholisch (= 2,11 %), 11 jüdisch (= 1,06 %) |

| Niederhone: Einwohnerzahlen von 1834 bis 2024 | Niederhone: Einwohnerzahlen von 1834 bis 2024 | Niederhone: Einwohnerzahlen von 1834 bis 2024 | Niederhone: Einwohnerzahlen von 1834 bis 2024 | Niederhone: Einwohnerzahlen von 1834 bis 2024 |
| --- | --------------------------------------------- | --------------------------------------------- | --------------------------------------------- | --------------------------------------------- |
| Jahr |                                               |                                               |                                               | Einwohner                                     |
| 1834 | 1834                                          |                                               | 852                                           | 852                                           |
| 1840 | 1840                                          |                                               | 873                                           | 873                                           |
| 1846 | 1846                                          |                                               | 872                                           | 872                                           |
| 1852 | 1852                                          |                                               | 866                                           | 866                                           |
| 1858 | 1858                                          |                                               | 836                                           | 836                                           |
| 1864 | 1864                                          |                                               | 795                                           | 795                                           |
| 1871 | 1871                                          |                                               | 795                                           | 795                                           |
| 1875 | 1875                                          |                                               | 884                                           | 884                                           |
| 1885 | 1885                                          |                                               | 1.076                                         | 1.076                                         |
| 1895 | 1895                                          |                                               | 1.083                                         | 1.083                                         |
| 1905 | 1905                                          |                                               | 1.260                                         | 1.260                                         |
| 1910 | 1910                                          |                                               | 1.288                                         | 1.288                                         |
| 1925 | 1925                                          |                                               | 1.430                                         | 1.430                                         |
| 1946 | 1946                                          |                                               | ?                                             | ?                                             |
| 1956 | 1956                                          |                                               | ?                                             | ?                                             |
| 1980 | 1980                                          |                                               | ?                                             | ?                                             |
| 2000 | 2000                                          |                                               | ?                                             | ?                                             |
| 2011 | 2011                                          |                                               | 1.443                                         | 1.443                                         |
| 2024 | 2024                                          |                                               | 1.434                                         | 1.434                                         |
| Datenquelle: Historisches Gemeindeverzeichnis für Hessen: Die Bevölkerung der Gemeinden 1834 bis 1967. Wiesbaden: Hessisches Statistisches Landesamt, 1968. Weitere Quellen: LAGIS:; Stadt Eschwege; Zensus 2011 |                                               |                                               |                                               |                                               |

## Religion
Kirchengebäude

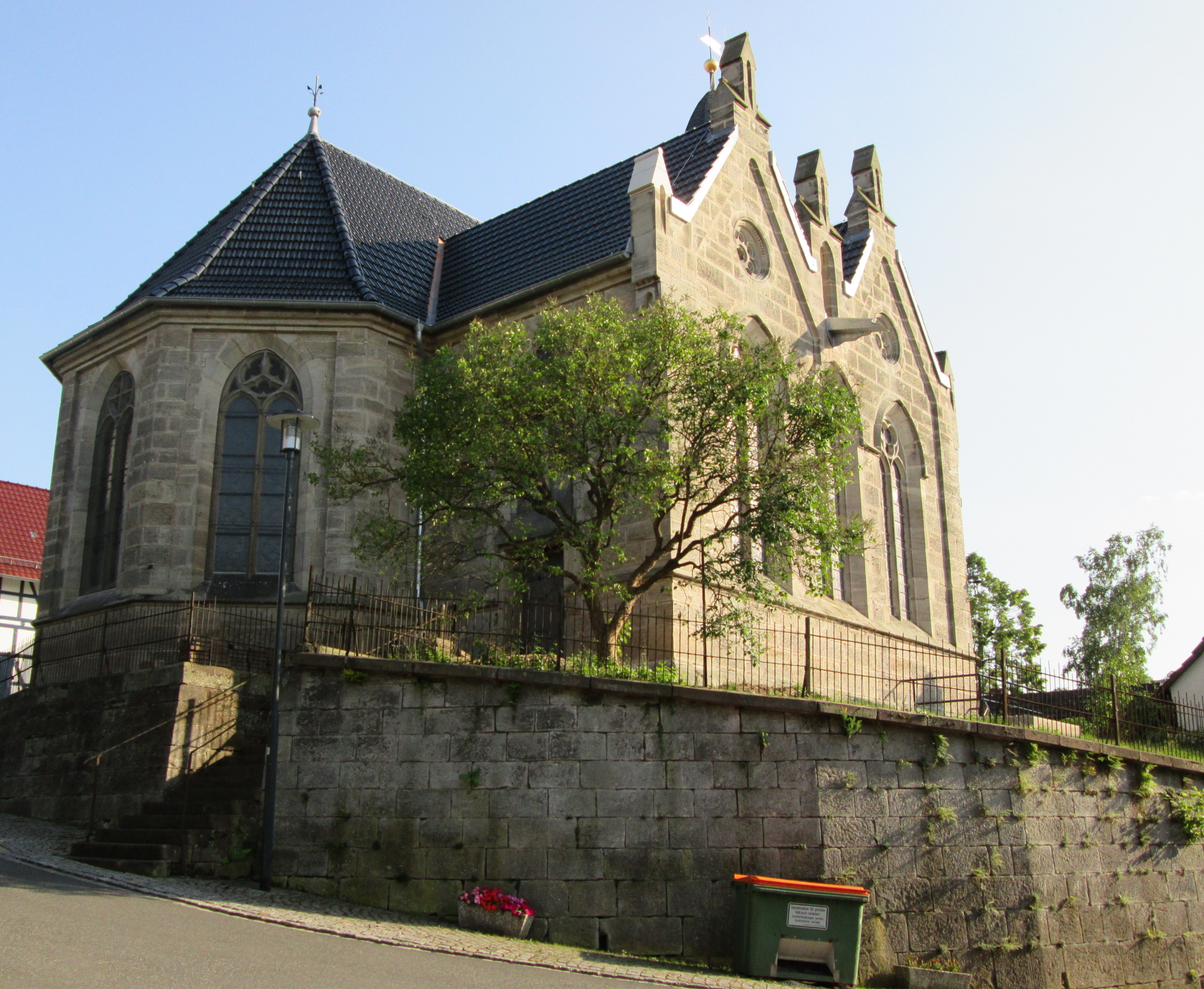
Die Kirche in Niederhone

Im Mittelalter existieren in Niederhone offenbar zwei Kirchen, eine 1655 erwähnte Nicolaikirche als Vorgängerin der 1508 erbauten heutigen Pfarrkirche im Ortskern und eine zweite, die etwa 250 m südöstlich auf einem heute bebauten Geländerücken lag, vermutlich die Martinskirche.
Die heutige Pfarrkirche erhielt 1751 eine barocke Turmhaube. Das ursprüngliche spätgotische Langhaus wurde vor 1896 abgerissen und durch einen neugotischen Neubau des Kasseler Konsistorialbaumeisters Gustav Schönermark, der bereits 1893 einen ersten Entwurf vorgelegt hatte, ersetzt. Der Ausführungsentwurf stellt eine Quersaalkirche mit Emporen in den Anräumen und einer polygonalen Apsis dar.  Die Seitenfassaden erhielten durch die Verwendung von zwei Giebeln über einer Dreiergruppe von Fenstern einen dezidiert manieristischen Effekt. Zur bauzeitlichen Ausstattung dieses Neubaus gehört die künstlerische Verglasung aus der Marburger Glasmaler-Werkstatt K.J. Schultz.
Die Katholische Pfarrkirche St. Martinwurde 1962 geweiht und 2008 profaniert.
Bekenntniswechsel
Ein erster evangelischer Pfarrer ist von 1517 bis 1540 dokumentiert. Die Einführung der Reformation in der Landgrafschaft Hessen erfolgte ab 1526.
Pfarrzugehörigkeit
- Im 15. Jahrhundert lag Niederhone im Archidiakonat Heiligenstadt dem Sitz des Erzpriesters.
- In den Jahren 1585 und 1787 hat der Landgraf das Patronat inne.
- In den Jahren 1585, 1787, 1872 und 1994 ist Oberhone Filialort von Niederhone.

## Politik
Für Niederhone besteht ein Ortsbezirk (Gebiete der ehemaligen Gemeinde Niederhone) mit Ortsbeirat und Ortsvorsteher nach der Hessischen Gemeindeordnung.
Der Ortsbeirat besteht aus sieben Mitgliedern. Bei den Kommunalwahlen in Hessen 2021 betrug die Wahlbeteiligung zum Ortsbeirat 56,53 %. Alle Kandidaten gehörten der „Bürgerlist Niederhone“ an. Der Ortsbeirat wählte Susanne Meerwart zur Ortsvorsteherin.

## Kultur und Sehenswürdigkeiten
Im Dorf gibt es eine evangelische Kirche und einen evangelischen Kindergarten. Die 1962 eingeweihte katholische St.-Martin-Kirche wurde profaniert und 2008 verkauft.
Für die unter Denkmalschutz stehenden Gebäude des Ortes siehe die Liste der Kulturdenkmäler in Niederhone.

## Verkehr
Niederhone erhielt im Jahre 1875 einen Bahnanschluss, als die Strecke von Bebra nach Eschwege gebaut wurde. Der Bahnhof Niederhone (ab 1936 durch Eingemeindung Niederhones umbenannt in Eschwege West) war Kreuzungspunkt der Kanonenbahn mit der Bahnstrecke Frankfurt–Göttingen. Bis Dezember 2009 verlief letztere Strecke nur am Ortsrand vorbei. Zum 12. Dezember 2009 wurde die Stichstrecke bis Eschwege Stadtbahnhof nach Erneuerung und Elektrifizierung wieder eröffnet und ein Haltepunkt in Niederhone errichtet. Dieser wird von der NVV-Linie RB87 bedient.
| Linie | Verlauf | Takt   |
| ----- | --- | ------ |
| RB87  | Göttingen – Friedland (Han) – Eichenberg – Bad Sooden-Allendorf – Eschwege-Niederhone – Eschwege – Eschwege-Niederhone – Wehretal-Reichensachsen – Sontra – Bebra (fährt im Abschnitt Göttingen – Eichenberg mit RB83 vereinigt) Stand: Fahrplanwechsel Dezember 2021 | 60 min |